# Timothy Rowe
Timothy B. Rowe (ur. 1953) – amerykański paleontolog i znawca nomenklatury filogenetycznej. 

## Życiorys
Bada w szczególności ewolucję i rozwój szkieletu kręgowców. Do jej badania wykorzystuje systematykę filogenetyczną, obserwacje rozwoju ontogenetycznego szkieletu u współczesnych kręgowców, a także tomografię komputerową. Zajmuje się głównie wczesnymi ssakami i innymi synapsydami oraz dinozaurami. Rowe w 1975 roku uzyskał tytuł Bachelor of Arts z geologii i biologii w Occidental College, w 1981 roku tytuł Master of Science z anatomii na Uniwersytecie w Chicago, a doktoryzował się w 1986 roku z paleontologii na Uniwersytecie Kalifornijskim w Berkeley. Pracował m.in. w Museum of Northern Arizona we Flagstaff, w Smithsonian Institution i na uniwersytecie w Berkeley. Od 1994 roku jest profesorem w University of Texas at Austin, a od 1998 – dyrektorem laboratorium paleontologii kręgowców w Texas Memorial Museum.
Timothy Rowe uczestniczył w opisaniu i nazwaniu kilku taksonów prehistorycznych zwierząt, m.in. dinozaurów Megapnosaurus kayentakatae, Tsaagan i Zanabazar oraz krokodylomorfa Calsoyasuchus. Rowe był promotorem m.in.: Ronalda Tykoskiego, Christophera Brochu, Amy Balanoff, Matthew Colberta i Oscara Alcobera.